# Palmulasaurus quadratus
Palmulasaurus quadratus (лат.) — вымерший вид рептилий из отряда плезиозавров, семейства поликотилид, открытый палеонтологами Л. Б. Албрайтом, Д. Д. Жилеттом и А. Л. Титусом. Единственный представитель монотипического рода Palmulasaurus, которому изначально, в 2007 году, было дано название Palmula, но затем он был переименован, так как это имя уже было закреплено за родом фораминифер, открытым в 1833 году.
Представлял из себя морского плотоядного (вероятно, питался и рыбой) с неизвестными пока что размерами.

## Описание
Неполный скелет, включавший в себя останки черепа и конечностей, позволил восстановить предполагаемый облик этого животного. Из сравнения размеров обнаруженных частей тела с таковыми у близких родственников этого ящера (к примеру, тринакромерума) можно сделать вывод, что данный скелет принадлежал незрелой особи. Предполагается, что взрослая особь этого вида достигала в длину 2,5 метра. Череп этой рептилии был чрезвычайно длинным, челюсти были оснащены многочисленными зубами. Они были слабыми и хрупкими, одна треть/половина зубной коронки была испещрена своеобразными прожилками, затем поверхность зубов становилась почти гладкой, с тонкой оболочкой на задней части. Зубы этого животного отдалённо напоминали зубы близких ему ящеров, таких как тринакромерум, но у последнего, как правило, десневая борозда была более грубой.
В числе прочих были обнаружены локтевая и лучевая кости, у которых длина равнялась ширине, что отличало этого пресмыкающегося от таких его родичей, как тринакромерум и долихоринхопс (лат. Dolichorhynchops), у которых эти элементы скелета были значительно шире. В таком же соотношении находились большеберцовая и малоберцовая кости этих ящеров.
В плане особенностей строения конечностей Palmulasaurus quadratus был также схож с некоторыми другими видами — Pahasapasaurus haasi, обитавшим на территории современной Южной Дакоты, и неописанным ещё поликотилидом, чьи останки были обнаружены в Японии. Но, в отличие от поликотилид, которые обычно имели три пальца на задних конечностях, у Palmulasaurus quadratus их было четыре, что является либо его отличительной особенностью, либо дефектом обнаруженного экземпляра.

## Места и древность находок
Этот вид известен по единственному экземпляру, найденному в штате Юта (США) в формации Тропик-Шейл (англ. Tropic Shale Formation) в отложениях туронского яруса позднего мелового периода. Возраст останков датируется 94,3—89,3 миллиона лет. В этой формации был найден и другой вид плезиозавров того же семейства — Eopolycotylus. Вероятно, представители обоих видов выступали в качестве добычи для более крупных плезиозавров из группы плиозавров, таких как брахаухениус.